# George Jones and Gene Pitney: For the First Time! Two Great Singers
Albums de George Jones & Gene Pitney
Famous Country Duets
(1965) George Jones and Gene Pitney (Recorded in Nashville!)
(1962)
George Jones and Gene Pitney: For the First Time! Two Great Singers est un album collaboratif entre les artistes américains de musique country et de rock 'n' roll George Jones et Gene Pitney. Cet album est sorti en 1965 sur le label Musicor Records. C'est le premier album collaboratif entre Jones et Pitney.

## Liste des pistes
| No  | Titre                                         | Durée |
| --- | --------------------------------------------- | ----- |
| 1.  | I've Got Five Dollars and It's Saturday Night |       |
| 2.  | I Really Don't Want to Know                   |       |
| 3.  | I'm a Fool to Care                            |       |
| 4.  | My Shoes Keep Walking Back to You             |       |
| 5.  | Sweeter Than the Flowers                      |       |
| 6.  | Wearing My Heart Away                         |       |
| 7.  | One Has My Name                               |       |
| 8.  | Things Have Gone to Pieces                    |       |
| 9.  | I've Got a New Heartache                      |       |
| 10. | Don't Rob Another Man's Castle                |       |
| 11. | Wreck on the Highway                          |       |
| 12. | Born to Lose                                  |       |

## Positions dans les charts
Singles – Billboard (Amérique du Nord)
| Année | Single                                        | Chart           | Position |
| ----- | --------------------------------------------- | --------------- | -------- |
| 1965  | Big Job                                       | Singles country | 50       |
| 1965  | I've Got Five Dollars and It's Saturday Night | Singles country | 16       |
| 1965  | I've Got Five Dollars and It's Saturday Night | Singles pop     | 99       |
| 1965  | Louisiana Man                                 | Singles country | 25       |
| 1965  | That's All It Took                            | Singles country | 47       |